# Chan Zuckerberg Initiative
Die Chan Zuckerberg Initiative (CZI) ist eine als Limited Liability Company (LLC) eingetragene Wohltätigkeitsorganisation mit Hauptsitz in Redwood City, die von Facebook-Gründer Mark Zuckerberg und seiner Frau Priscilla Chan gegründet wurde. Die Gründung der Chan Zuckerberg Initiative wurde am 1. Dezember 2015 zur Geburt ihrer Tochter Maxima Chan Zuckerberg bekannt gegeben. Über diese Organisation wollen beide im Laufe ihres Lebens 99 Prozent ihres gemeinsamen Vermögens ausgeben. Zu den Hauptarbeitsbereichen der Chan Zuckerberg Initiative gehören Wissenschaft und Forschung, Bildung sowie soziale Gerechtigkeit und Inklusion. So betreibt die Organisation neben der Durchführung von Projekten auch politischen Lobbyismus, um z. B. eine Reform des US-amerikanischen Justizwesens und des Einwanderungsrechts zu erreichen.

## Struktur
Die Chan Zuckerberg Initiative ist kein gemeinnütziger Trust oder eine private Stiftung, sondern eine Gesellschaft mit beschränkter Haftung und ist daher keine steuerbefreite Organisation, wie es viele Philanthropien sind. Als LLC hat die Organisation mehr Flexibilität, wie sie ihre Ziele angeht, und kann in gewinnorientierte Startup-Unternehmen investieren, kann Geld für Advocacy-Initiativen und Lobbying ausgeben, kann politisch spenden, muss ihre Gehälter für ihre fünf Top-Führungskräfte nicht offenlegen und hat weniger Transparenzanforderungen im Vergleich zu einer gemeinnützigen Stiftung. Unter dieser Rechtsstruktur, so schrieb Forbes, „wird Zuckerberg immer noch die Kontrolle über die Facebook-Aktien haben, die sich im Besitz der Chan Zuckerberg Initiative befinden“. Die Chan Zuckerberg Initiative listet ihre Zuwendungen öffentlich auf, ein Maß an Transparenz, das für eine LLC nicht erforderlich ist. Sie hat sich verpflichtet, von ihr oder ihren Zuschussempfängern entwickelte Software unter Open-Source-Lizenzen zu veröffentlichen.
Die Initiative wird als Beispiel für Philanthrokapitalismus gesehen, welcher Kapitalismus mit dem Erreichen sozialer und gesellschaftlicher Ziele verbindet.

## Aktivitäten
Die Aktivitäten der Chan Zuckerberg Initiative legen ihren Fokus auf die Bereiche Bildungswesen, Wohnen und wirtschaftliche Chancen und wissenschaftliche Forschung. So investiert die Organisation in Initiativen oder in Unternehmen innerhalb dieser Bereichen. So gab die Initiative Geld an Forscher für die Entwicklung neuer neurodegenerativen Erkrankungen wie Alzheimer, Parkinson und ALS. Insgesamt spendete die Initiative bis 2016 ca. 3 Milliarden US-Dollar für den Kampf gegen verschiedene Krankheiten. Sie hat in San Francisco ein Zentrum namens Chan Zuckerberg Biohub errichtet, wo Forscher an der Entschlüsselung von Krankheiten arbeiten. Um ihre Ziele zu erreichen, arbeitet sie dabei häufig mit Universitäten und zivilgesellschaftlichen Organisationen zusammen. So gründete die Chan Zuckerberg Initiative 2019 in Zusammenarbeit mit der San Francisco Foundation und anderen philanthropischen Wirtschafts- und Gesundheitsorganisationen eine Partnerschaft, die bezahlbaren Wohnraum in der San Francisco Bay Area bereitstellen soll, wo hohe Immobilienpreise ein Problem sind.
Die Organisation unterstützt außerdem politische Vorhaben. So wendet sich die Chan Zuckerberg Initiative gegen die 2020 California Proposition 20, eine Maßnahme, die zu einer Verschärfung des Strafmaßes für verschiedene Delikte und der Bewährungsgesetze führen würde. Sie setzt sich auch für höhere Grundsteuer in Kalifornien ein, welche lokalen Gemeinden und dem Bildungswesen zugutekommen würde.